# Mitchell & Ness
 (août 2023).
La mise en forme du texte ne suit pas les recommandations de Wikipédia : il faut le « wikifier ».
Les points d'amélioration suivants sont les cas les plus fréquents. Le détail des points à revoir est peut-être précisé sur la page de discussion.
- Les titres sont pré-formatés par le logiciel. Ils ne sont ni en capitales, ni en gras.
- Le texte ne doit pas être écrit en capitales (les noms de famille non plus), ni en gras, ni en italique, ni en « petit »…
- Le gras n'est utilisé que pour surligner le titre de l'article dans l'introduction, une seule fois.
- L'italique est rarement utilisé : mots en langue étrangère, titres d'œuvres, noms de bateaux, etc.
- Les citations ne sont pas en italique mais en corps de texte normal. Elles sont entourées par des guillemets français : « et ».
- Les listes à puces sont à éviter, des paragraphes rédigés étant largement préférés. Les tableaux sont à réserver à la présentation de données structurées (résultats, etc.).
- Les appels de note de bas de page (petits chiffres en exposant, introduits par l'outil «  Source ») sont à placer entre la fin de phrase et le point final[comme ça].
- Les liens internes (vers d'autres articles de Wikipédia) sont à choisir avec parcimonie. Créez des liens vers des articles approfondissant le sujet. Les termes génériques sans rapport avec le sujet sont à éviter, ainsi que les répétitions de liens vers un même terme.
- Les liens externes sont à placer uniquement dans une section « Liens externes », à la fin de l'article. Ces liens sont à choisir avec parcimonie suivant les règles définies. Si un lien sert de source à l'article, son insertion dans le texte est à faire par les notes de bas de page.
- La présentation des références doit suivre les conventions bibliographiques. Il est recommandé d'utiliser les modèles {{Ouvrage}}, {{Chapitre}}, {{Article}}, {{Lien web}} et/ou {{Bibliographie}}. Le mode d'édition visuel peut mettre en forme automatiquement les références.
- Insérer une infobox (cadre d'informations à droite) n'est pas obligatoire pour parachever la mise en page.

Pour une aide détaillée, merci de consulter Aide:Wikification.
Si vous pensez que ces points ont été résolus, vous pouvez retirer ce bandeau et améliorer la mise en forme d'un autre article.
 (août 2023).
Mitchell & Ness Nostalgia Co. est une entreprise américaine de vêtements liés au sport, située à Philadelphie en Pennsylvanie. Fondée en 1904 en tant que fabricant d'équipements sportifs, elle demeure la plus ancienne entreprise sportive de Philadelphie. Après plusieurs années à fabriquer des uniformes de baseball et de football américain, l'entreprise a changé de cap en 1983, lorsqu'elle a décidé de recréer des maillots d'époque,,.
De nos jours, Mitchell & Ness détient des accords de licence avec quatre des principales ligues sportives des États-Unis (MLB, NBA, NFL et MLS) afin de produire et de commercialiser des équipements sportifs d'époque ainsi que des vêtements décontractés (casual wear).
Parmi les produits de Mitchell & Ness, on[style à revoir] retrouve des uniformes d'équipe (maillots et shorts) ainsi que d'autres vêtements décontractés tels que des t-shirts, des survêtements, des vestes, des sweat-shirts à capuche, des casquettes, des bonnets en tricot et d'autres accessoires (fanions). L'entreprise possède également sa propre marque, "M&N".
En février 2022, Mitchell & Ness a été acquise par Fanatics, Inc., en collaboration avec un groupe d'investisseurs comprenant LeBron James, Jay-Z et Kevin Hart.

## Histoire
Frank P. Mitchell, un ancien champion de tennis et de lutte de l'Amateur Athletic Union, et Charles M. Ness, un passionné de golf né en Écosse, ont fondé ensemble "Mitchell & Ness Sporting Goods" en 1904. Leur magasin original fabriquait et cordait des raquettes de tennis artisanales et, en utilisant des bois importés d'Écosse (détournés d'Angleterre), ils construisaient des clubs de golf sur mesure. Avec le temps, ils ont étendu leur activité en vendant des uniformes aux équipes locales de baseball et de football américain. Lorsque les Philadelphia Eagles ont rejoint la jeune National Football League (NFL) en 1933, Mitchell & Ness a fourni les maillots et l'équipement de l'équipe. Mitchell & Ness a continué à équiper les Eagles jusqu'à la saison 1963.
La première fois que l'étiquette Mitchell & Ness est apparue sur un uniforme de baseball de la ligue majeure, c'était en 1938, sur l'uniforme des Philadelphia Athletics. Au début des années 1940, Mitchell & Ness a commencé à fournir l'autre équipe de baseball majeure de Philadelphie, les Phillies. À la fin de la décennie, l'étiquette Mitchell & Ness était présente sur les uniformes d'équipes lycéennes et universitaires dans toute la région de Philadelphie.
À la fin des années 1970, Mitchell & Ness avait abandonné son activité d'équipe pour se concentrer sur ses activités de vente au détail. Le magasin est devenu un point de vente leader pour l'équipement de hockey sur gazon et l'équipement de ski. Mitchell & Ness a failli faire faillite en 1983. Le propriétaire Peter Capolino a déclaré au Detroit Free Press : " En 1983, toute l'expansion que j'avais réalisée était allée en enfer. J'ai licencié 100 personnes, fermé deux entrepôts. J'ai réduit l'entreprise à un petit magasin au 13ème et Walnut Streets (à Philadelphie). C'était juste moi et ma femme. " 
En 1983, un client est entré dans le magasin et a demandé si Mitchell & Ness pouvait réparer son gilet porté lors d'un match des Pittsburgh Pirates en 1960, ainsi que sa chemise portée lors d'un match des St. Louis Browns en 1949. Les deux étaient fabriqués en flanelle de laine, comme tous les uniformes de baseball de cette époque. Mitchell & Ness s'est rendu compte qu'il pouvait le faire, et avec la réalisation de cette capacité, une idée a germé : reproduire des uniformes de baseball en flanelle de laine historiquement fidèles. Mitchell & Ness a recruté des passionnés d'histoire et des experts sportifs, notamment l'ami de Capolino, Bob Downes. Ils ont fouillé d'anciens journaux, périodiques, livres, programmes et vieilles séquences filmées. Ils ont consulté des collectionneurs d'uniformes d'époque à travers tout le pays et ont visité les archives du Temple de la renommée du baseball à Cooperstown, New York.
Les équipes de la Major League Baseball (MLB) avaient cessé de porter des maillots en flanelle de laine en 1972 pour opter pour des maillots en polyester double tricot. Dans un entrepôt poussiéreux du nord de Philadelphie, Mitchell & Ness a découvert des rouleaux de vieille flanelle de baseball datant de 50 ans auparavant. Ils étaient encore soigneusement enveloppés, intacts et dans un état proche du neuf, prêts à être coupés et cousus. La flanelle a été cousue. Les lettres et les écussons ont été recréés et appliqués. Les maillots ont été achevés et mis en vente. Les premières chemises se sont vendues presque du jour au lendemain. Il en a été de même pour le deuxième lot, d'une douzaine ou plus. Avec le temps, Mitchell & Ness a attiré des clients de tout le pays. Sports Illustrated a publié un article élogieux sur Mitchell & Ness en juin 1987. Le New York Times a écrit sur l'entreprise deux ans plus tard.
En 1999, Mitchell & Ness s'est lancé dans l'histoire de la National Basketball Association (NBA) en introduisant sa collection "Hardwood Classics" de maillots de basketball. Le football a suivi un an plus tard avec la collection "Throwback" de Mitchell & Ness. En 2002, la Ligue nationale de hockey (LNH) a accordé à Mitchell & Ness les droits pour refaire des sweaters de hockey d'époque.
Aujourd'hui, Mitchell & Ness possède un dossier de chaque uniforme de la MLB porté depuis la création des Cincinnati Red Stockings originaux en 1869.
En 2007, Adidas a acheté Mitchell & Ness pour pénétrer le marché des vêtements rétro. Le 29 mai 2008, les Philadelphia Phillies ont annoncé avoir signé un partenariat de droits de nom avec Mitchell & Ness pour leur magasin de vêtements au Citizens Bank Park des Phillies. Le "Mitchell & Ness Alley Store" se trouve dans l'Alley Ashburn au-delà du champ gauche-centre.
Le 24 janvier 2011, les Reading Phillies, l'affilié AA des Phillies, ont annoncé avoir signé un partenariat de droits de nom avec Mitchell & Ness pour leur magasin de vêtements au FirstEnergy Stadium des R-Phils. Le 23 mars 2012, Jonathan Yuska a été nommé responsable de Mitchell & Ness. En mai 2016, Adidas a vendu Mitchell & Ness à "Juggernaut Capital Partners", une société de capital-investissement basée à Washington, D.C.

## Expansion internationale
Mitchell & Ness s'est développé à l'international en lançant ses activités au Royaume-Uni et en Australie en 2012. En avril 2015, Mitchell & Ness a élargi son portefeuille de codes sportifs internationaux en incluant également la National Basketball League (NBL) de Nouvelle-Zélande et d'Australie. Mitchell & Ness a produit des couvre-chefs tels que des casquettes de sport pour la NBL lors de la saison 2015-2016. En 2016-2017, Mitchell & Ness a poursuivi son partenariat avec la NBL en fournissant des vêtements sur et hors du terrain pour la ligue en tant que partenaire officiel en matière d'habillement de la compétition. Pour la saison 2016-2017, Mitchell & Ness a fourni de nouveaux designs officiels de maillots de basketball et de shorts sur le terrain, fabriqués en Australie et présentant des améliorations structurelles.
Après la saison 2016-2017 de la NBL, l'accord entre Mitchell & Ness Australia et la NBL a été prolongé de deux ans, jusqu'à la fin de la saison 2019. Le partenariat de la NBL avec Mitchell & Ness a ensuite évolué pour que la société sportive fournisse à la ligue des designs de couvre-chefs et cesse la production d'articles d'habillement pour la NBL. En 2022, les 10 équipes composant la NBL d'Australie et de Nouvelle-Zélande portent toujours des couvre-chefs fournis par Mitchell & Ness. Parmi les équipes de la NBL pour lesquelles la marque produit des couvre-chefs, on peut citer les Adelaide 36ers, les Brisbane Bullets et Melbourne United.

## Historique des ventes
Le propriétaire Peter Capolino a déclaré à Sports Illustrated que Mitchell & Ness avait un chiffre d'affaires annuel de 1,5 million de dollars en 1998. Les revenus ont augmenté à 2,2 millions de dollars en 1999 et étaient de 2,8 millions de dollars en 2000. Les ventes ont dépassé les 5 millions de dollars en 2001 selon ESPN.com, tandis que Capolino a déclaré des ventes annuelles de 4,5 millions de dollars en 2001 à USA Today. Les ventes ont atteint 23 millions de dollars en 2002.

## Produits populaires
Les uniformes rétro de Mitchell & Ness ont été créés pour reproduire des maillots d'équipes et de joueurs classiques à très modernes, qui ne sont plus disponibles ou difficiles à trouver. Mitchell & Ness a commencé à produire des maillots de baseball (Collection Cooperstown) en 1988, bien que la société ait gagné en popularité sur le marché de détail international dix ans après avec l'introduction de la ligne "Hardwood Classics" de la NBA. La société s'est ensuite tournée vers la reproduction de maillots populaires de joueurs de football américain et de la LNH.
USA Today a rapporté qu'en mai 2002, les joueurs de NBA les plus populaires de Mitchell & Ness étaient Michael Jordan et Julius Erving, suivis par Magic Johnson, Wilt Chamberlain, Jerry West et Larry Bird.

## Sports à Philadelphie
La société a parrainé un match d'anciens joueurs « Turn Back the Clock » le 21 novembre 2003 entre les joueurs des Temple Owls de 1988 et des Villanova Wildcats de 1985 au Liacouras Center sur le campus de l'Université Temple dans le nord de Philadelphie. Mitchell & Ness s'est associé à la Betsy Ross House pour présenter une exposition intitulée « Play Ball! A History of Baseball in Philadelphia » (Jouons au baseball ! Une histoire du baseball à Philadelphie), ouverte à partir du 22 mai.